# Бараново (Курская область)
Бараново — село в Горшеченском районе Курской области.

## География
Находится на берегу Старооскольского водохранилища. Село удалено от областного центра — г. Курска на 167 км, от районного центра — поселка Горшечное — на 37 км. Расстояние до г. Старый Оскол — 14 км.

## История
Село Бараново было основано как однодворческое поселение при реке Оскол. Основано до 1710 года. Названо, вероятно, по фамилии одного из помещиков Ездоцкой слободы или деревни Правороть.
19 сентября 1871 года в Бараново был основан храм Тихвинской иконы Божией Матери. Даты окончания строительства и освящения храма не сохранилось.
В 1892 году село Бараново относилось к Барановской волости Старооскольского уезда. Но к концу столетия количество волостей сократилось, и село Бараново отнесли к Знаменской волости.
В связи с проводимой советской властью политикой, в 1940 году храм Тихвинской иконы Божией Матери был закрыт.
В 1943 году село Бараново было освобождено от немецких войск.
В 1999 году началось восстановление храма, которое продолжается и в настоящее время. 9 июля 2009 года храм был заново освящён архиепископом Курским и Рыльским Германом.
В селе Бараново есть источник Святой Блаженной Старицы Матроны Московской. Был освящен 12 октября 2010 года.
В сентябре 2019 года в селе открыт бюст знаменитому земляку — генерал-майору артиллерии Захару Травкину. В годы войны под его руководством служил Александр Солженицин. Генерал отказался свидетельствовать против своего бывшего подчиненного и товарища, обвиненного в антисоветской деятельности.

## Население
| 2002 | 2010 |
| ---- | ---- |
| 682  | ↘612 |

## Известные уроженцы
- Эрденко, Михаил Гаврилович (4 декабря 1885 года (1886 года) — 21 января 1940 года) — советский и российский скрипач и педагог, заслуженный деятель искусств РСФСР (1934).